# Phantasy Star Generation: 1
 (juillet 2025).
Si vous disposez d'ouvrages ou d'articles de référence ou si vous connaissez des sites web de qualité traitant du thème abordé ici, merci de compléter l'article en donnant les références utiles à sa vérifiabilité et en les liant à la section « Notes et références ».
Phantasy Star Generation: 1 (ファンタシースターgeneration：１, Fantashī Sutā) est un jeu de rôle édité par Sega et développé par 3D Ages. 
Il s'agit d'un remake du premier titre de la série Phantasy Star et se trouve être le premier titre de la série Sega Ages 2500.

## Système de jeu
Le jeu reprend les bases et le gameplay de Phantasy Star en y apportant son lot de nouveauté. Tout d'abord, les graphismes ont été améliorés et les musiques retravaillées. 
Ensuite, les développeurs ont également profité du support DVD pour enrichir le scénario en y rajoutant de nombreuses scènes de dialogues. Les cinématiques sont représentées par des illustrations fixes et raffinées.
Initialement, une sortie européenne et américaine avait été prévu, accompagnée des remakes de Phantasy Star II et IV dans une compilation unique. Cependant 3D Ages a cessé le développement des jeux pour la série Sega Ages 2500 et aucun remake de Phantasy Star IV n'est prévu. Sega s'est alors concentré sur des compilations de cette saga. 
Il semblerait que ce titre restera une exclusivité japonaise.

## Packaging
Comme Phantasy Star Generation: 1 est le premier volume de la série Sega Ages 2500, il fait partie d'un packaging un peu spécial. Le jeu est accompagné d'un classeur où les joueurs collectionneurs peuvent y ranger des fiches de jeux SEGA Ages 2500. En effet, les 20 premier volumes de cette série sont accompagnés d'une petite fiche où est expliqué en détail l'origine des titres et contient également une interview des développeurs.